# Фуски (Беневенто)
Фуски је насеље у Италији у округу Беневенто, региону Кампанија.
Према процени из 2011. у насељу је живело 39 становника. Насеље се налази на надморској висини од 456 м.